# Blue Crush
Blue Crush ist ein 2002 veröffentlichter US-amerikanischer Surf-Film. Die Hauptfigur ist die junge unterprivilegierte Surferin Anne Marie Chadwick (dargestellt von Kate Bosworth), die die Möglichkeit hat, bei einem Surfwettbewerb den Durchbruch zum professionellen Surfsport zu schaffen. Dazu muss sie jedoch ihr aus einem Surfunfall herrührendes Trauma überwinden.

## Handlung
Anne Marie Chadwick lebt in bescheidenen Verhältnissen auf Hawaii. Sie muss sich und ihre jüngere Schwester Penny versorgen, da die Mutter der beiden vor kurzem nach Las Vegas verschwunden ist. Anne Marie ist intelligent, hat ihre schulische Ausbildung jedoch zugunsten ihrer Leidenschaft, dem Surfen, vernachlässigt. Sie lebt zusammen mit ihren beiden gleichgesinnten Freundinnen Eden und Lena. Die drei arbeiten als Zimmermädchen in einem Großhotel.
Ein Surf-Wettbewerb an der berühmt-berüchtigten North Shore steht an, bei dem Anne Marie aufgrund ihres Talentes hoffen kann, genügend Aufmerksamkeit zu erregen, um den Sprung in den professionellen Surfsport zu schaffen. Jedoch findet der Wettbewerb in einem Gebiet mit schwierigen Bedingungen statt, in dem Anne Marie drei Jahre zuvor einen Surfunfall hatte. Sie wurde von den Wellen und der Strömung gegen den felsigen Meeresgrund gepresst, schlug sich den Kopf an und wäre beinahe ertrunken. Seitdem hat sie das Surfen nur noch im privaten Rahmen betrieben.
Bei ihrer Arbeit als Zimmermädchen müssen die drei Freundinnen ein extrem verdrecktes Zimmer einiger professioneller Footballspieler säubern, die auf Hawaii in einer kleinen Gruppe Urlaub machen. Anne Marie konfrontiert diese wegen des verdreckten Zimmers und wird daraufhin von der Hotelleitung entlassen. Ihr Verhalten hat jedoch die Aufmerksamkeit des Quarterbacks Matt Tollman erregt. Dieser ist deutlich ernsthafter als seine enthemmten Mannschaftskollegen. Nachdem er sie hat surfen sehen, spricht er Anne Marie auf privaten Surfunterricht an. Aufgrund der sehr guten Entlohnung nimmt Anne Marie an, beim privaten Surfunterricht kommen sich die beiden näher und beginnen schließlich eine Romanze. Anne Marie ist nun hin- und hergerissen zwischen ihren ehrgeizigen Zielen, ihrer Angst vor einem weiteren Unfall und der Möglichkeit einer längerfristigen Beziehung zum reichen Matt.
Zunächst gewinnt ihre Angst Oberhand, sie möchte sich in die Romanze flüchten. Schnell wird ihr jedoch klar, dass sie sich durch eine Romanze letztendlich komplett von Matts Wohlwollen und finanziellen Zuwendungen abhängig machen würde. Sie läuft davon, wird aber von Matt aufgespürt. Es kommt zur Aussprache, bei der sich Anne Marie zunächst für ihre Unabhängigkeit und die Teilnahme am Surf-Wettbewerb entschließt.
Der Tag des Surfwettbewerbs kommt. Gesurft wird in Zweikämpfen, bei denen die Kontrahentinnen ein Stück weit ins Meer paddeln und schließlich aus den ankommenden Wellen selbst aussuchen, welche sie zum Surfen nutzen wollen. Das anschließende ‘Wellenreiten’ wird von Punktrichtern benotet. Anne Marie surft mit einem weiblichen Profi und ist zunächst ängstlich, lässt mehrere vielversprechende Wellen aus. Schließlich wird sie von ihrer Kontrahentin ermutigt. Beim ersten Versuch kommt sie einer Wiederholung ihres traumatischen Surfunfalles gefährlich nahe. Anne Marie bekämpft ihre Angst, ihr gelingt im nächsten Versuch ein ‘perfekter Ritt’.
Zwar hat sie aufgrund der Bewertungsmaßstäbe den Zweikampf verloren, aber genug Aufmerksamkeit erregt, um von Sponsoren angesprochen zu werden. Matt hat den Wettkampf als Zuschauer verfolgt und gratuliert – eine dauerhafte Beziehung scheint nicht ausgeschlossen.

## Bemerkungen
- Der Film wurde inspiriert durch einen Artikel über Surferinnen auf der hawaiischen Insel Maui.
- Er spielt jedoch an Oʻahus North Shore.
- Im Film haben mehrere professionelle Surfer Gastauftritte, darunter Keala Kennelly, Tamayo Perry und Tom Carroll.
- Obwohl die Darstellerinnen des Filmes einige Surfszenen selbst gedreht haben, wurden die anspruchsvolleren Szenen mit Sportlern gedreht und anschließend die Gesichter der Darstellerinnen digital eingearbeitet.
- Regisseur und Drehbuchautor John Stockwell ist auch als Schauspieler tätig. Seine wohl bekannteste Rolle ist die des Dennis Guilder in der Stephen-King-Verfilmung Christine (1983) von John Carpenter.
- Als Set Location des Hotels wurde das Ko Olina Resort & Marina: JW Marriott Ihilani Resort & Spa verwendet.
- 2011 wurde mit Blue Crush 2 – No Limits eine Fortsetzung direkt für den DVD-Markt produziert.

## Kritiken
„Für einen Surferfilm erstaunlich stimmig, glaubwürdig und unterhaltsam. Der Sommer ist da.“

„Keine Frage, eine positive Überraschung.“

„‚Blue Crush‘ ist freundlich, harmlos und leider auch komplett belanglos. Nichts an diesem Film ist wirklich schlecht, aber es gibt auch nicht eine Szene, einen einzigen Moment, der wirklich erinnerungswürdig wäre.“